# 三斤王

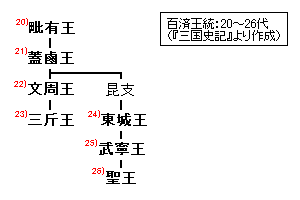
三国史记中的百济世系

三斤王（約464年—479年）百济国第23任国王，477年至479年在位。據《三國史記》記載，三斤王又稱壬乞王；《日本書紀》則作文斤王，《三國遺事·王曆篇》作三乞王。
三斤王是文周王的長子。477年文周王死後，三斤王嗣位，一切軍政大事皆由兵官佐平解仇管理。次年，解仇與恩率（三品官）燕信據大豆城（今忠清北道清州市）反叛。三斤王令佐平眞男、德率（四品官）眞老前往討伐，擊殺解仇；燕信出奔高句麗，三斤王將其妻子斬於熊津的市曹。同年三月，百濟發生日食。
479年春、夏，百濟大旱；同年九月將大豆城移至斗谷（現在何處不明），冬十一月三斤王便死去了。他的其他事跡不詳。